# Rhyacia scythropa
Rhyacia scythropa là một loài bướm đêm trong họ Noctuidae.